# Remember the Future
Albums de Nektar
A Tab in the Ocean
(1972) Down to Earth
(1974)
Remember the Future est le quatrième album studio du groupe de rock progressif anglais, Nektar. Il est sorti en novembre 1973 sur le label allemand Bellaphon Records / Bacillius Records et a été produit par Peter Hauke et Nektar.

## Historique
Enregistré en août 1973 en Angleterre dans les studios de Chipping Norton, cet concept album du groupe propose une longue pièce de près de trente six minutes répartie à l'origine, en Lp, sur deux faces. Dieter Dierks en assuma le mixage dans ses studios près de Cologne.
Premier album du groupe bénéficiant d'une sortie aux États-Unis, il fit sensation en se classant à la 19e place du Billboard 200, ce qui permit au groupe de faire sa première tournée US. Gary Hill, dans sa chronique sur AllMusic compara l'importance de cet album dans la discographie de Nektar à celle de Tales from Topographic Oceans du groupe Yes, notamment dans la qualité de l'écriture et de l'interprètation de l'œuvre

## Liste des titres
- Tous les titres sont signés par Nektar.

### Version originale
Face 1
1. Remember the Future Part 1 - 16:38

a) Images of the Past
b) Wheel of Time
c) Remember the Future
d) Confusion
Face 2
1. Remember the Future Part 2 - 18:55

e) Returning Light
f) Questions and Answers
g) Tomorrow Never Comes
h) Path of Light
i) Recognition
J) Let It Grow

### Version remastérisée de 2004
1. Remember the Future Part 1 - 16:40
2. Remember the Future Part 2 - 18:58
3. Let It Grow - 3:50 (titre bonus)
4. Lonely Roads - 2:19 (titre bonus)

## Musiciens
- Roye Albrighton: chant, guitares
- Ron Howden: batterie, percussions
- Derek Mo Moore: basse, chœurs
- Allan Taff Freeman: claviers, chœurs
- Mike Brockett: projections, light show

## Charts
| Pays             | Durée du classement | Meilleur classement |
| ---------------- | ------------------- | ------------------- |
| États-Unis       | —                   | 19e                 |
| Nouvelle-Zélande | 4 semaines          | 35e                 |